# Moritziella
Moritziella  (лат.) — род тлей из семейства Phylloxeridae. Евразия, Северная Америка, интродуцирован в Новую Зеландию.

## Описание
Мелкие насекомые, длина около 1 мм.
Ассоциированы с растениями Fagaceae, Castanea crenata, Quercus. Близок к тлям рода Phylloxera, но отличается отсутствием абдоминальных дыхалец на сегментах 2-5.
- Moritziella caryaefoliae (Fitch, 1856)[5]
  - =Phylloxera caryaefoliae Fitch, 1856
  - =Moritziella caryaefolii Börner, 1931
- Moritziella castaneivora Miyazaki, 1968[6]
- Moritziella corticalis[4]
  - =Phylloxera corticalis[7]
  - =Chermes corticalis